# ソラローロ・ライネーリオ
ソラローロ・ライネーリオ（伊: Solarolo Rainerio）は、イタリア共和国ロンバルディア州クレモナ県にある、人口約900人の基礎自治体（コムーネ）。

## 地理

### 位置・広がり

#### 隣接コムーネ
隣接するコムーネは以下の通り。
- グッソーラ
- ピアーデナ・ドリッツォーナ (ピアーデナ)
- サン・ジョヴァンニ・イン・クローチェ
- サン・マルティーノ・デル・ラーゴ
- スカンドラーラ・ラヴァーラ
- ヴォルティード

### 気候分類・地震分類
気候分類では、zona E, 2389 GGに分類される。
また、イタリアの地震リスク階級 (it) では、zona 3 (sismicità bassa) に分類される
。